# Zona Sur (LIV)
La Zona Sur fue una de las 2 divisiones de equipos que formaron parte de la Liga Invernal Veracruzana. Hasta la temporada 2011-2012 estuvo integrada por 5 equipos, cuyas sedes se encontraban geográficamente más hacia la parte sur del estado de Veracruz de Ignacio de la Llave de entre los 10 equipos que formaban parte de la liga.

## Historia
Fue creada, junto con la Zona Centro, para la temporada de 2005-2006, para que la LIV nombrara al campeón de cada temporada mediante una postemporada. En cada zona un equipo resultaría campeón de esta y se enfrentaría al campeón de la otra zona en una serie final, de la que saldría el campeón absoluto de la liga.

## EquiposTemporada 2011-2012
| Zona Sur                 |                             |                                      |
| Equipo                   | Sede                        | Estadio                              |
| Atléticos de Medellín    | Medellín, Veracruz          | Alfredo "Zurdo" Ortiz                |
| Brujos de Los Tuxtlas    | San Andrés Tuxtla, Veracruz | Aurelio Ballados                     |
| Marlines de Boca del Río | Veracruz, Veracruz          | Deportivo Universitario "Beto Ávila" |
| Rojos de Veracruz        | Veracruz, Veracruz          | Deportivo Universitario "Beto Ávila" |
| Vaqueros de Cosamaloapan | Cosamaloapan, Veracruz      | Deportivo Cosamaloapeño              |